# Stephanie Luzie
Stephanie Luzie Meier (6 de abril de 1974) es una cantante alemana de metal gótico y metal sinfónico. Fue vocalista de las agrupaciones Atargatis y Darkwell. Después de algunos años en los escenarios y estudios de grabación, Meier se enfocó en su profesión en la administración pública de Baviera, alejándose momentáneamente de su carrera musical.

## Discografía

### Con Atargatis
- Alba Gebraich (EP, 1999)
- Accurst from the Deep (EP, 2002)
- Divine Awakening (EP, 2004)
- Wasteland (2006)
- Nova (2007)

### Con Darkwell
- Metatron (2004)
- "Strange" (Single, 2004)
- "Fate Prisoner" (Video, 2004)

### Otras apariciones
- Seasons in Black – Deadtime Stories (2005): Voz en "Bloody Tears"
- Diodati – Souls Lament (2005): Voz
- Dope Stars Inc. – Neuromance (2005): Voz en "Infection 13 (DJmO remix)"